# 閻行
閻 行（えん こう、生没年不詳）は、中国後漢末期の人物。別名は閻艶。字は彦明。涼州金城郡の出身。

## 略歴
屈強な男との評判が若い頃からあり、はじめは韓遂に部下として採り立てられた。
建安年間の初頭、韓遂と馬騰の間で涼州を巡って争いが起こっていた。このとき、同じく強者として名高かった馬超を殺しかけた。
197年、韓遂と馬騰の争いを憂慮した曹操が鍾繇を長安に派遣し、両者の調停にあたらせて和睦を結ばせた。
209年、涼州に残った韓遂の使者として、曹操の元を訪れた。賓客としてもてなされ、曹操の上奏によって犍為太守に任命された。閻行側からは、曹操に朝廷内で老父の身元引き受けの便宜を図るよう持ち掛け、その約束を取り付けさせている。帰還した閻行は「涼州は軍民ともに疲弊しているので、曹操に早く帰順するべきである」と提言した。さらに続けて「私は実父を曹操に預けると決めました。韓遂殿も息子を人質として差し出し、帰順を打診してはどうか」と進言した。韓遂はこれらの提案を受け入れた。
この頃、張猛が反乱を起こしたので、韓遂は討伐に出陣し、閻行に留守を任した。出先から戻ってきた韓遂は、待ち構えていた馬超達に曹操への謀反の企みを聞かされると、その場で同調してしまい、盟主として擁立された。話を耳にした閻行が諌めたが、韓遂は馬超との盟約と曹操への反逆を考え直すことは無かった。
211年、曹操との戦いが始まると、韓遂は華陰という場所で曹操と会談の席を設けた。この時、閻行は韓遂の護衛として離れた所から様子を伺っていた。会談の最中、曹操は閻行に対して「（長安に居る老父に）孝行する事を考えるべきだ」と声をかけた。これらの事が発端となり、馬超と韓遂は仲違いを起して曹操に敗れた。閻行は敗走する韓遂に従って、金城に逃げ帰った。
曹操は、韓遂から人質として預けられていた彼の子や孫を殺害した。一方、閻行はいずれ自身に靡くと考えていたので、彼の父親を殺す事はせず、一筆したためて説得しようとした。それを耳にした韓遂は「閻行と自分の末の娘を娶わせ、彼を娘婿にしよう。そうしてしまえば、曹操は疑念を抱き、閻行の父を殺すに違いない。閻行も父を殺されれば、曹操の下に赴こうなどとは考えないだろう」と考え、嫌がる閻行を末の娘と無理やり婚姻させてしまった。
韓遂の思惑通り、曹操が閻行に疑念を抱いたので、閻行の父親は危険に晒される事となった。
214年、韓遂はそのような事をしておきながら、閻行に別軍を率いさせ西平郡の統治を一任した。閻行は謀反し、韓遂の首を曹操への手土産にするつもりで戦いを挑んだ。しかし、韓遂が羌族の庇護を求め、羌族がそれを受け入れたために彼を討つ事を諦め、そのまま妻子を引き連れて曹操に降った。曹操は朝廷に上奏して、閻行を列侯に採り立てた。
215年、曹操は漢中侵攻に備え、夏侯淵の軍を涼州から引き揚げる事を決定し、閻行を韓遂に対する備えとした。
後に、韓遂が羌族など異民族の軍勢数万人を率いて逆襲を謀ると、恐れた閻行は城を捨てて逃げることを考えた。しかし、韓遂が交戦を前にして部下の裏切りにより殺害されたので、閻行は難を逃れる事が出来た。
以降、史書において彼の記述は確認できない。
以上は、『三国志』魏書張既伝に、裴松之によって『魏略』から引用され、追記された記述が基となっている。
また、小説『三国志演義』には登場しない。